# Az egyiptomi piramisok listája

## Óbirodalom

### III. dinasztia
| építtető   | piramismező, legközelebbi település | méretei          | építmény típusa                                     | építés dátuma    | mai neve                                            | kép |
| ---------- | ----------------------------------- | ---------------- | --------------------------------------------------- | ---------------- | --------------------------------------------------- | --- |
| Dzsószer   | Szakkara                            | 125×115×61       | lépcsős piramis, 6 lépcső                           | i. e. 27. sz.    | lépcsős piramis, al-Harám el-Mudarrag               |     |
| Szehemhet  | Szakkara                            | 120×120×70       | lépcsős piramis, 7 lépcső                           | i. e. 27. sz.    | eltemetett piramis                                  |     |
| Haba       | Zavijet el-Arjan                    | 84×84×45         | lépcsős piramis, 5 lépcső                           | i. e. 27. sz.    | réteges piramis, kerek piramis, kettévágott piramis |     |
| ismeretlen | Abu Roás                            | 215×215×~107–150 | lépcsős piramis (?)                                 | i. e. 27–26. sz. | Lepsius I.                                          |     |
| ismeretlen | Zavijet el-Mejtin                   | ?                | lépcsős piramis                                     | i. e. 27–26. sz. | Zavijet el-Mejtin-i piramis                         |     |
| ismeretlen | Nagada                              | 20×20×?          | lépcsős piramis                                     | i. e. 27–26. sz. | omboszi piramis                                     |     |
| ismeretlen | el-Kula                             | 18×18×?          | lépcsős piramis                                     | i. e. 27–26. sz. | hierakónpoliszi piramis                             |     |
| ismeretlen | Elephantiné                         | 18×18×?          | lépcsős piramis                                     | i. e. 27–26. sz. | elephantinéi piramis                                |     |
| ismeretlen | Dél-Edfu                            | 19×19×?          | lépcsős piramis                                     | i. e. 27–26. sz. | edfui piramis                                       |     |
| ismeretlen | Szinki                              | 18×18×?          | lépcsős piramis                                     | i. e. 27–26. sz. | abüdoszi piramis                                    |     |
| ismeretlen | el-Szila                            | ?                | lépcsős piramis                                     | i. e. 27–26. sz. | szilai piramis                                      |     |
| Huni       | Mejdúm                              | 147×147×118      | lépcsős piramis, 8 lépcső, kitöltött lépcsőközökkel | i. e. 27–26. sz. | Álpiramis, Hamis piramis, al-Harám al-Kaddáb        |     |

### IV. dinasztia
| N28 · D36 | O24 | M24 |

| N28 · D36 | O24 | M24 |

| N28 | O24 |

| N28 | O24 |

| G25 | D12 · t · N17 | O24 |

| G25 | D12 · t · N17 | O24 |

| S29 | V28 | D46 · F18 | N14 | w | O24 |

| S29 | V28 | D46 · F18 | N14 | w | O24 |

| G36 | O24 |

| G36 | O24 |

| s | b | sbA | HASH |

| s | b | sbA | HASH |

| R8 | r | O24 |

| R8 | r | O24 |

| W15 | w | O24 |

| W15 | w | O24 |

| A51 | s | s | kA · f | W15 | O24 |

| A51 | s | s | kA · f | W15 | O24 |

### V. dinasztia
| A6 | Q1 | Q1 | Q1 | O24 |

| A6 | Q1 | Q1 | Q1 | O24 |

| N28 | G29 | O24 |

| N28 | G29 | O24 |

| G29 | O24 |

| G29 | O24 |

| R8 | r | G30 | O24 |

| R8 | r | G30 | O24 |

| mn · n | Q1 | Q1 | Q1 | O24 |

| mn · n | Q1 | Q1 | Q1 | O24 |

| R8 | r | Q1 | Q1 | Q1 | O24 |

| R8 | r | Q1 | Q1 | Q1 | O24 |

| nfr | O24 |

| nfr | O24 |

| nfr | Q1 | Q1 | Q1 | O24 |

| nfr | Q1 | Q1 | Q1 | O24 |

### VI. dinasztia
| dd | Q1 | Q1 | Q1 | O24 |

| dd | Q1 | Q1 | Q1 | O24 |

| mn · n | nfr | O24 |

| mn · n | nfr | O24 |

| N28 | nfr | O24 |

| N28 | nfr | O24 |

| mn · n | S34 | O24 |

| mn · n | S34 | O24 |

## Első átmeneti kor

### VIII. dinasztia
| G30 | O24 |

| G30 | O24 |

| dd | S34 | O24 |

| dd | S34 | O24 |

## Középbirodalom (XII. dinasztia)
| N29 | A28 | nfr | O24 |

| N29 | A28 | nfr | O24 |

| Q1 | Q1 | Q1 | N28 · D36 | w | O24 |

| Q1 | Q1 | Q1 | N28 · D36 | w | O24 |

| W9 | t | Q1 | Q1 | Q1 | O24 |

| W9 | t | Q1 | Q1 | Q1 | O24 |

| p · t · r | D4 | D4 | N16 · N16 | O24 |

| p · t · r | D4 | D4 | N16 · N16 | O24 |

| S42 | O24 |

| S42 | O24 |

| N28 | O24 |

| N28 | O24 |

| bA | nTr | xpr · r | w | niwt | t · Z1 |

| bA | nTr | xpr · r | w | niwt | t · Z1 |

| nfr | O24 |

| nfr | O24 |

## Második átmeneti kor (XIII–XVII. dinasztia)
| építtető     | piramismező, legközelebbi település | méretei         | építmény típusa | építés dátuma    | mai név                       | kép |
| ------------ | ----------------------------------- | --------------- | --------------- | ---------------- | ----------------------------- | --- |
| Ameni Kemau  | Dahsúr                              | 50 × 50 × ?     | téglapiramis    | i. e. 18. sz.    | Ameni Kemau piramisa          |     |
| ismeretlen   | Abu Roás                            | ?               | téglapiramis    | i. e. 19-17. sz. | ismeretlen Abu Roás-i piramis |     |
| Dzsehuti (?) | Szakkara                            | 80 × 80 × ?     | téglapiramis    | i. e. 19-17. sz. | Dzsehuti-piramis              |     |
| Hendzser     | Szakkara                            | 52,5 × 52,5 × ? | téglapiramis    | i. e. 18. sz.    | Hendzser-piramis              |     |
| ismeretlen   | Szakkara                            | 55×55×?         |                 |                  | SAK S 3                       |     |
| ismeretlen   | Szakkara                            | 52,5×52,5×?     |                 |                  | SAK S 7                       |     |

## Újbirodalom (XVIII. dinasztia)
| Építtető   | Piramismező, legközelebbi település | Méretei         | Építmény típusa | Építés dátuma | Kép |
| ---------- | ----------------------------------- | --------------- | --------------- | ------------- | --- |
| I. Jahmesz | Abdu                                | 52,5 × 52,5 × ? | álsír           | i. e. 16. sz. |     |